# Букач Валерій Михайлович
Валерій Михайлович Бýкач (народ. 1959, Одеса) — український педагог, кандидат історичних наук, приват-професор Південноукраїнського національного педагогічного університету імені К. Д. Ушинського.

## Біографія
Валерій Михайлович Букач народився в 1959 році в Одесі в сім'ї робочих. Загальну освіту здобув в одеській середній школі № 8.
В 1982 році закінчив філологічний факультет Одеського державного університету імені І. І. Мечникова. Викладав в Одеському університеті.
Протягом 1989—1992 років навчався в аспірантурі при кафедрі політичної історії і філософії Одеського державного педагогічного інституту імені К. Д. Ушинського.
В 1994 році захистив дисертацію «Національна політика в Україні (1921—1925 рр.)» на здобуття наукового ступеня кандидата історичних наук.
В 1996 році присвоєно вчене звання доцента, в 2009 році — вчене звання приват-професора.
З 1992 року працює на кафедрі всесвітньої історії та методології науки Південноукраїнського національного педагогічного університету імені К. Д. Ушинського (м. Одеса).

## Науково-педагогічна діяльність
До кола наукових інтересів належать проблеми національно-культурної політики, питання впливу особистості на історичні події, розвиток науки і культури.

 У дисертаційному дослідженні визначив етапи проведення українізації в першій половині 1920-х років, сформулював основні напрями політики щодо національних меншин України, окреслив етапи еволюції української преси 1920-х років.

Є автором перших в України коротких біографічних довідників «Політичне керівництво Союзу РСР та Української РСР» (Одеса, 1997 р.), «Жінки — політичні діячі СРСР» (Одеса, 2001 р.).

У 1995 році ініціював проведення щорічної наукової студентської конференції «Історичний досвід і сучасність» та видання матеріалів конференції. За 30 років під його керівництвом було опубліковано 693 самостійні студентські роботи та 302 спільні роботи студентів і викладачів  .              

Є автором понад 210 опублікованих робіт, в тому числі біобібліографічних словників «Науковці Південноукраїнського національного педагогічного університету імені К. Д. Ушинського» (випуски 1, 2, 3, 4) , «Випускники Південноукраїнського національного педагогічного університету імені К. Д. Ушинського» (частини 1, 2, 3, 4) , «Історики Південноукраїнського національного педагогічного університету імені К. Д. Ушинського», «Ректори Південноукраїнського національного педагогічного університету імені К. Д. Ушинського».

## Праці
- Печать — источник изучения национальной политики в Украине 1921—1925 гг.// Проблеми викладання історії народів України в технічному вузі: Тези доповідей республіканської науково-методичної конференції. — К., 1991. — С. 138—139.
- О национально — психологическом аспекте учебно — воспитательного процесса.// Повышение эффективности подготовки учителей истории без отрыва от производства: Сборник докладов и сообщений Всесоюзной научно-методической конференции. — Одеса, 1992. — С. 50 — 58.
- Українізація преси та видавницької справи в 1921—1925 рр.// Историко — культурное наследие человечества и его изучение при подготовке учителей без отрыва от производства: Сборник тезисов выступлений украинско — российского научно-методического симпозиума. — Одесса, 1992. — С. 10 — 12.
- Українізація на Одещині в першій половині 20-х років.// Південь України і складання української державності: історія і сучасність: Тези доповідей Всеукраїнської науково — практичної конференції. — Одеса, 1994. — С. 77 — 79.
- Національно –культурна політика на Одещині в першій половині 20-х років.// Одеса-200: Тези доповідей міжнародної науково-теоретичної конференції. — Ч. 1.- Одеса, 1994. — С. 106—107.
- Одесса и отечественная культура. — Одесса: ЮГПУ, 2002. — 24 с.
- Історія Південноукраїнського державного педагогічного університету ім. К. Д. Ушинського в особах: Біографічний довідник. — Одеса: ПДПУ, 2005. — 68 с[9].
- Субъективный взгляд на аспекты современной национальной политики// Життя і пам'ять: Наукова збірка, присвячена пам'яті В'ячеслава Івановича Шамко. — Одеса: Наука і техніка, 2009. — С. 67 — 72.
- Женщины — политические деятели Союза ССР: Биографический справочник. — Изд. 2-е, перераб. и доп. — Одесса: ЮНПУ, 2012. — 20 с.
- Руководство Вооруженных Сил Советского Союза: справочник. — Одесса, ЮНПУ, 2012. — 44 с.
- Маршали — українці: довідник. — Одеса: ПНПУ, 2012. — 20 с.
- З історії Південноукраїнського національного педагогічного університету ім. К. Д. Ушинського. Випускники: Довідник. — Одеса, ПНПУ, 2012. — 40 с.
- Про ліквідацію неписьменності на Україні в 1921—1925 роках.// Історичний досвід і сучасність: Матеріали (доповіді) ХІХ наукової студентської конференції. — Вип. 25. — Одеса: ПНПУ, 2013. — С. 1 — 5.
- Краєзнавство та навчально-виховний процес.// Життя і пам'ять: Науковій збірник, присвячений пам'яті В'ячеслава Івановича Шамко. — Вип. 2. — Одеса: Homeless Publishing, 2015. — С. 30 — 35.
- Кафедра: минуле і сучасніть// Життя і пам'ять: науковий збірник, присвячений пам'яті В'ячеслава Івановича Шамко. — Вип. 2. — Одеса: Homeless Publishing, 2015. — С. 8 — 16.[10].
- Батьківщинознавство як елемент освіти.// Науковий вісник Південноукраїнського національного педагогічного університету імені К, Д. Ушинського. — Серія: Педагогічні науки. — 2017. — № 2 (115). — С. 21 — 25.[11]
- З історії Південноукраїнського національного педагогічного університету імені К. Д. Ушинського. Керівники: Біографічний словник. — Одеса: ПНПУ, 2018. — 40 с.[12].
- История Одессы в художественной литературе.// Життя і пам'ять: Науковій збірник, присвячений пам'яті В'ячеслава Івановича Шамко. — Вип. 3. — Одеса: Homeless Publishing, 2018. — С. 31 — 48 [13].
- Культурні та психологічні особливості застосування чорного гумору в політичній рекламі / В. М. Букач, І. І. Окул // Проблеми політичної психології. – 2019. – Т. 22. – Вип. 8 (22). – С. 165-179. [14]
- Використання краєзнавчого компонента у викладанні курсу «Історії української культури»/ В. М. Букач// Науковий вісник Південноукраїнського національного педагогічного університету імені К. Д. Ушинського. — 2020. — Вип. 1. — С. 61 - 66. [15].
- Теорія та історія культури (словник-довідник): навчальний посібник для здобувачів вищої освіти / В. М. Букач, Н. М. Бакланова. - Одеса: видавець Букаєв В. В, 2021. - 288 с.
- З історії Одеського німецького педагогічного інституту: Довідник/ В. М. Букач. – Одеса: ПНПУ, 2022. – 56 с. [16].
- З історії педагогічного інституту Рішельєвського ліцею: Довідник/ В. М. Букач.  –  Одеса: ПНПУ, 2022. –  32 с. [17].
- Одеська тема в українській літературі 1920 – 1970-х років/ В. М. Букач.// Історичний досвід і сучасність: матеріали XХІХ наукової конференції здобувачів вищої освіти: cтатті. – Вип. 45. – Одеса: ПНПУ, 2023. – С. 41-46.[18].
- Одеське театрально-художнє училище. Особистості: Біографічний словник/ В. М. Букач. – Одеса: КЦВ, 2025. – 84 с. [19].

## Нагороди
- Знак «Відмінник освіти України».